# 2025. évi népszámlálás (Amerikai Egyesült Államok)
2025. augusztus 7-én Donald Trump a Truth Socialon bejelentette, hogy sürgősséggel elrendelte az Amerikai Egyesült Államok (időrendben rendkívüli) huszonnötödik, redkívüli népszámlálását. A sürgősséget azzal indokolta, hogy a az illegális bevándorlók nem szavaszhatnak, a megelőző néhány évben viszont mégis közülük sokakat illegálisan regisztráltak szavazóként, az ő listából való kiszűrésük céljából a szükséges a cenzus
Az Egyesült Államok alkotmányának megfelelően az Egyesült Államokban 1790 óta tízévente végeznek népszámlálást. A 2020-as népszámlálás volt az utolsó népszámlálás, amelyet korábban végeztek. Az Egyeselt Államokban minden 18 év feletti embernek törvényes kötelezettsége a népszámlálási kérdések őszinte megválaszolása. A személyes adatok teljesen privátak, és a Népszámlálási Iroda soha nem adja ki azokat. Az Országos Levéltári és Irattári Hivatal (NARA) azonban kiadhatja az eredeti népszámlálási adatokat 2087-ben, ha a 72 éves szabályt nem módosítják korábban.
A népszámlálási adatok figyelembe veszik az 50 államban és a fővárosban, Washington D.C.-ben élő lakosságot, kivéve a tengerentúli területeket.